# Rue Giffard
La rue Giffard est une voie du 13e arrondissement de Paris, en France.

## Situation et accès
La rue Giffard est une voie publique située dans le 13e arrondissement de Paris. Elle débute au 3, quai d'Austerlitz et se termine au 8, boulevard Vincent-Auriol.

## Origine du nom
Elle porte le nom de l'ingénieur français Henri Giffard (1825-1882), en raison de son voisinage avec la gare d'Austerlitz.

## Historique
Cette rue, ancienne portion du « chemin de ronde de la Gare » qui suivait intérieurement le mur des Fermiers généraux, a pris sa dénomination actuelle le 30 août 1884.
La rue fait partie du secteur Austerlitz-Nord de la ZAC Paris Rive Gauche aménagé au début du XXIe siècle dans lequel subsiste quelques-uns des rares immeubles d'habitations anciens préservés dans cet ensemble rénové, dont celui datant du XIXe siècle à l'angle du quai d'Austerlitz.